# Mustajärvi (sjö i Finland, Norra Savolax)
Mustajärvi är en sjö i Finland. Den ligger i kommunen Sonkajärvi i landskapet Norra Savolax, i den centrala delen av landet, 400 km norr om huvudstaden Helsingfors. Mustajärvi ligger 150,9 meter över havet. Den ligger vid sjön Kämäräisenjärvi. Den är 3,4 meter djup. Arean är 1,38 kvadratkilometer och strandlinjen är 8,01 kilometer lång. Sjön  ingår i Vuoksens huvudavrinningsområde. 